# Wilma Delissen-van Tongerlo
W.J.G. (Wilma) Delissen-van Tongerlo (Helmond, 16 oktober 1961) is een Nederlands politica en bestuurster. Ze is lid van de VVD.

## Biografie
Delissen was onderneemster en vennoot in een familiebedrijf maar was ook al lange tijd politiek actief. Van 1999 tot 2002 was ze wethouder van Laarbeek. Daarna was ze kabinetschef bij de gemeente Gennep. Ze volgde diverse politieke en bestuurlijke opleidingen en volgde de Hogere Bestuursdienstopleiding aan de Bestuursacademie in Tilburg.
Nadat in 2004 het college van B&W van Heeze-Leende was opgestapt werd Delissen daar interim-wethouder. Vanaf 1 maart 2006 was ze burgemeester van Grave. Van 1 oktober 2010 tot 1 oktober 2024 was ze burgemeester van Peel en Maas. Bij haar afscheid werd ze ereburger van Peel en Maas.
Met ingang van 17 februari 2025 werd Delissen benoemd tot waarnemend burgemeester van Bergeijk.